# Santa Maria del Mar de Salou
Santa Maria del Mar de Salou és una església del municipi de Salou (Tarragonès) inclosa en l'Inventari del Patrimoni Arquitectònic de Catalunya.

## Descripció
L'església de Santa Maria del Mar, a Salou, és una de les típiques esglésies del segle xviii que manifesten un estil de transició del barroc cap al neoclassicisme.
La solució de la portada podem dir que és purament barroca encara que d'estil popular. Però, per una altra banda, l'acabament de la façana ens mostra un frontó triangular molt del gust del moment, amb un ull enmig que es repeteix, però de dimensions més grans a la façana.
La porta d'accés a l'església presenta una llinda adovellada i pilastres toscanes a ambdós costats. El frontó està partit i a sobre hi ha una fornícula superior amb la imatge de la Verge.

Té un ampli creuer i girola a la capçalera. A la portada hi ha un petit detall al·lusiu a la vida marinera: una barca amb mariners.

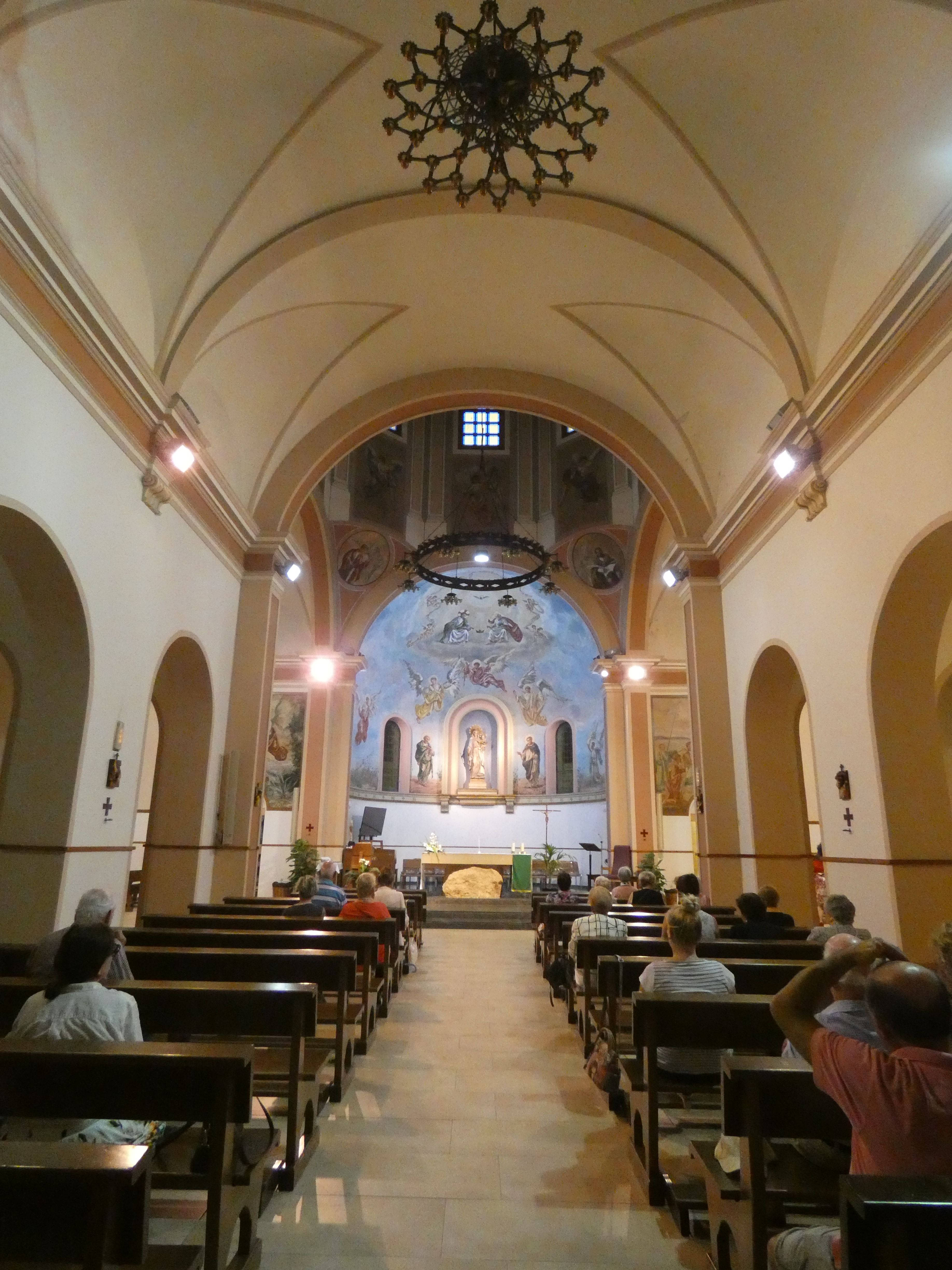
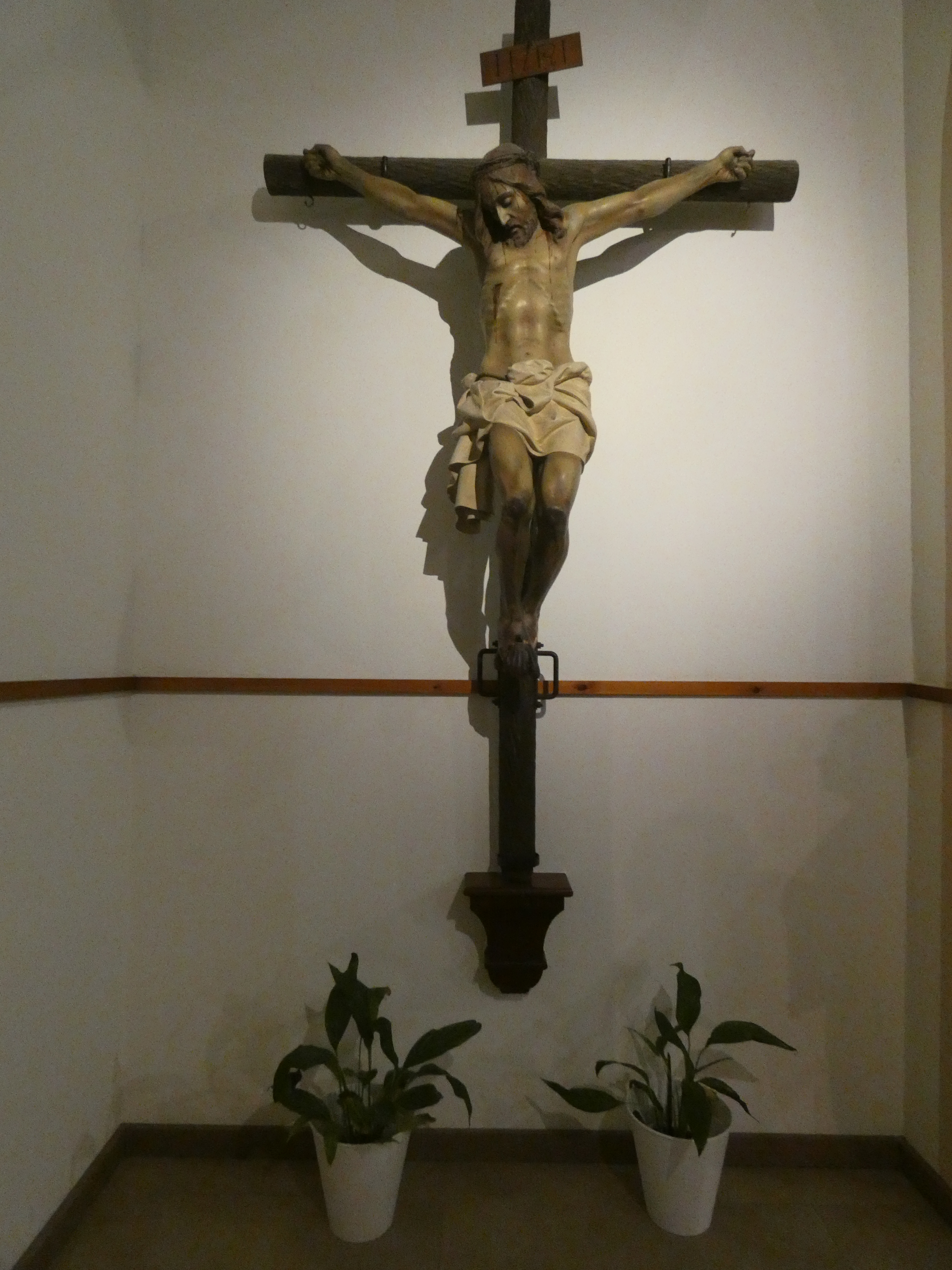
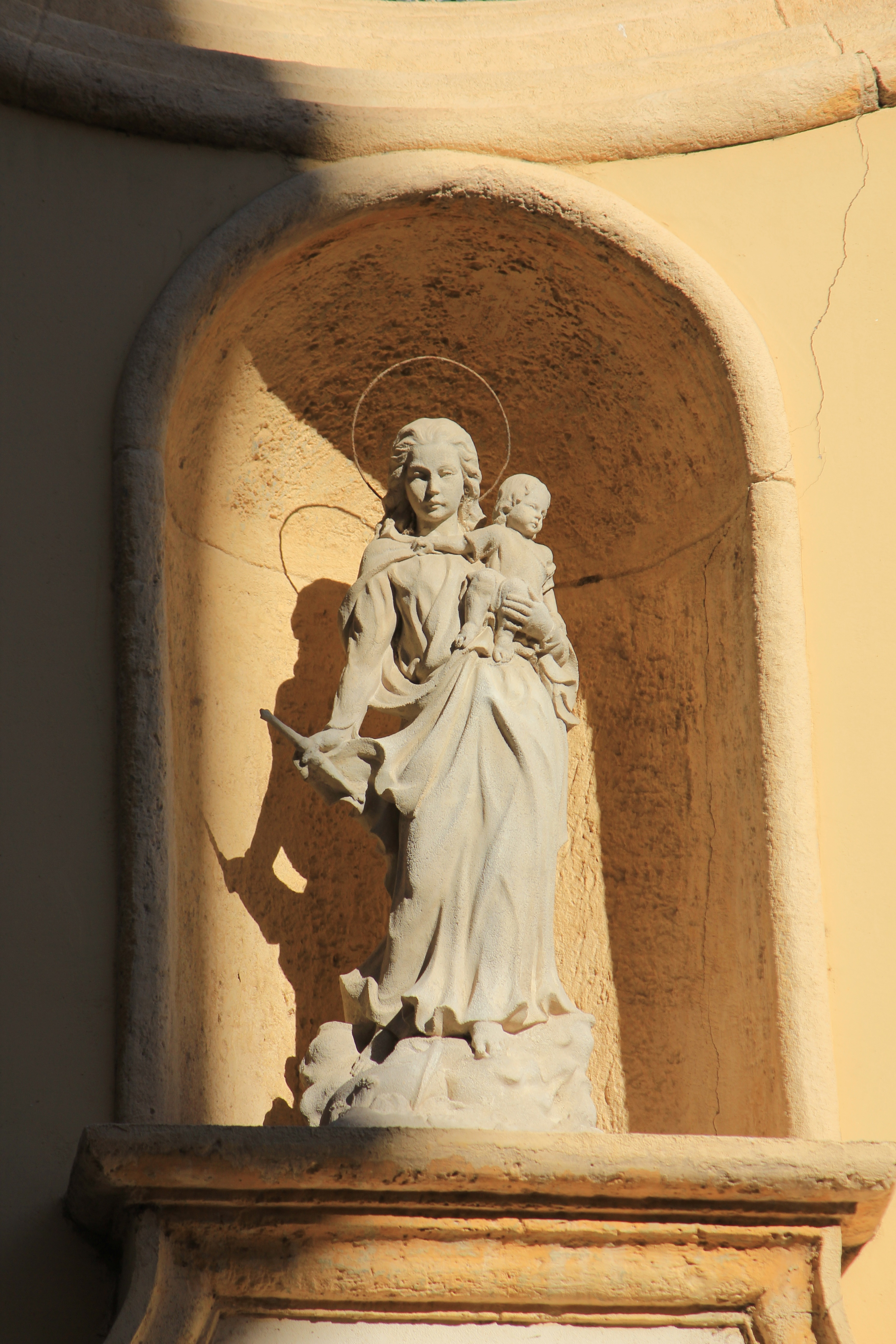
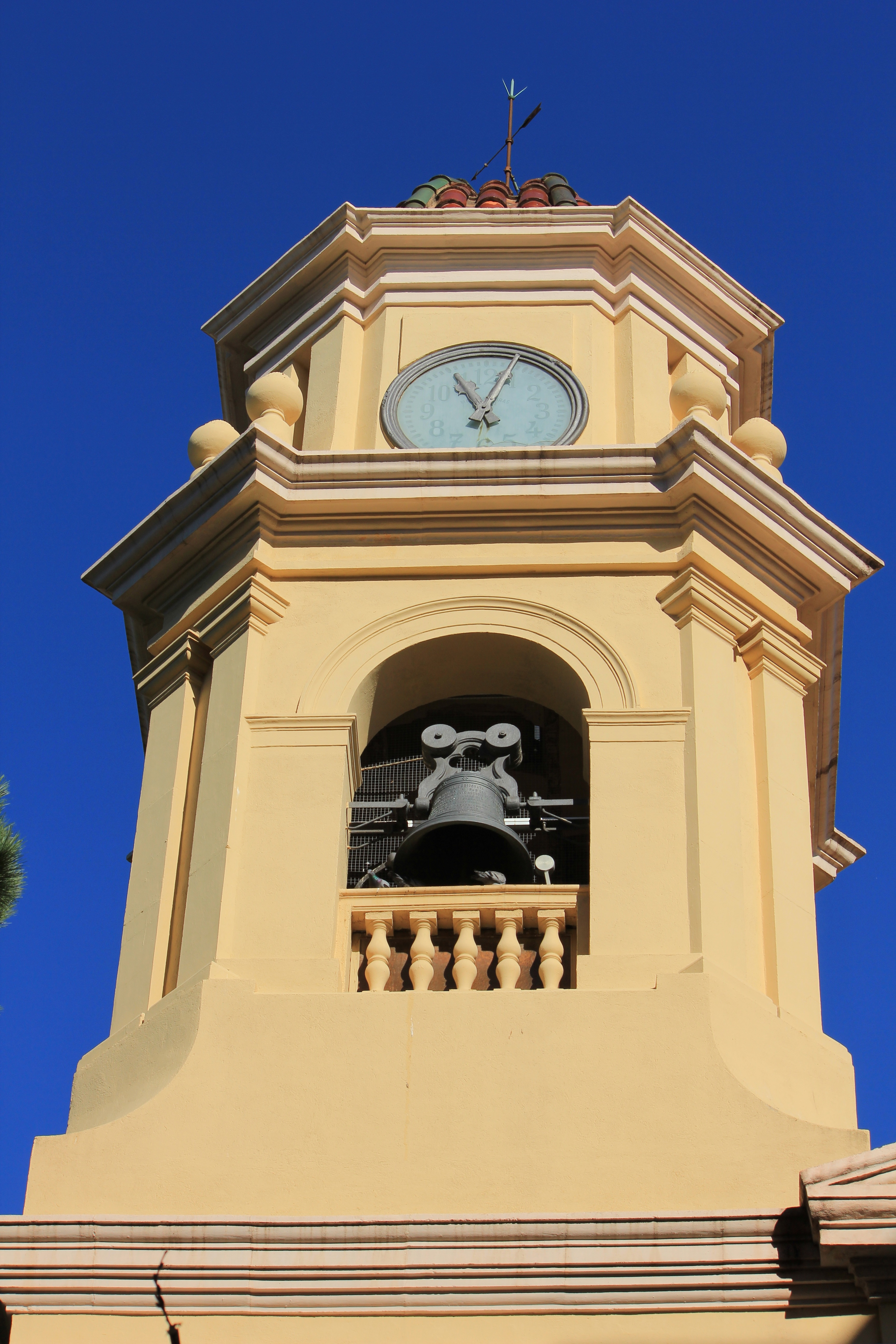

## Història
L'església és del segle xviii i fou ampliada després de 1950.